# Gnathochorisis meridionator
Gnathochorisis meridionator är en stekelart som först beskrevs av Aubert 1980.  Gnathochorisis meridionator ingår i släktet Gnathochorisis och familjen brokparasitsteklar. Inga underarter finns listade i Catalogue of Life.